# Мкртумов, Самсон Мовсесович
Самсо́н Мовсе́сович Мкрту́мов, другой вариант фамилии — Мкртумя́н (15 [28] июля 1910 — 1 ноября 1943) — советский военный лётчик, участник Великой Отечественной войны, заместитель командира эскадрильи по политической части 805-го штурмового авиационного полка 230-й штурмовой авиационной дивизии 4-й воздушной армии Закавказского фронта, Герой Советского Союза (13.12.1942), капитан.

## Биография
Родился будущий герой 28 июля 1910 года в Зангезурском уезде Елизаветпольской губернии, (ныне Сюникской области Республики Армения) в селе Брнакот, в крестьянской семье. По национальности — армянин. Вместе с учёбой в сельской школе, ныне носящей его имя, он вынужден был батрачить. Окончил 2 курса железнодорожного техникума, работал секретарём райкома комсомола.
В 1928 году Мкртумов переехал в Баку, где стал работать в нефтепромышленности, учился в педагогическом техникуме. В 1931 году вступил ряды Коммунистической партии СССР, позднее был избран секретарем комитета комсомола нефтепромыслов, позже — секретарем райкома ЛКСМ в Баку.
В 1933 году Мкртумов был командирован в Сталинградскую военную авиационную школу лётчиков, которую с успехом окончил в 1935 году в звании младшего лейтенанта. В 1936 году окончил Борисоглебскую авиационную школу лётчиков, где он совершенствовался в технике высшего пилотажа.
Боевое крещение получил в советско-финской войне. С первых дней Великой Отечественной войны был на фронте в составе 138-го скоростного бомбардировочного авиаполка, был заместителем командира эскадрильи, дислоцировавшейся в Белой Церкви. На самолётах СБ бомбил фашистские позиции, штурмовал наступающие колонны германских войск. В конце 1941 года, полк, получив на вооружение самолёты Ил-2, стал именоваться 805-м штурмовым авиационным полком. Особо отличился в боях за Кавказ.
Осенью 1942 года на подходе к городу Грозный, он заметил «юнкерсов». Хотя горючее было на исходе, приказал своей восьмёрке идти в лобовую атаку. Советским соколам удалось рассеять первую группу «юнкерсов», а двух — уничтожить. Другая группа вражеских самолётов появилась вскоре. Храбрые лётчики Самсона Мкртумова, рассеяв и эту группу, благополучно возвратились на аэродром.
6 ноября 1942 года уже капитан Мкртумов бомбардировал скопление немецких танков в районе села Гизель, чтобы помочь сухопутным войскам остановить и разгромить гитлеровцев. Пройдя линию фронта, эскадрилья направилась к цели. Первым летел Мкртумов, на которого сразу же напали шесть фашистских «Мессершмиттов». Один из них вплотную приблизился. Совершив ловкий манёвр, лётчик поджёг истребитель. Другие фашистские самолёты обстреляли воздушное судно Мкртумова. В этом бою советский офицер получил шесть ранений: тяжелые раны в голову и спину, правая рука не двигалась. Однако несмотря на тяжёлые раны, ценой неимоверных усилий он смог посадить машину на опушку одной из гор, после чего, выбравшись из самолёта, потерял сознание. Пришёл он в себя лишь после операции.
Всего в боях в районе Орджоникидзе эскадрилья, руководимая Самсоном Мкртумовым, совершила 163 боевых вылета, во время которых уничтожила 116 автомашин, 86 танков, 9 зенитных орудий, 14 зенитных точек.
На боевом счету у Самсона Мкртумова 219 боевых вылетов, из которых 27 в качестве ведущего групп самолётов, во время которых он сжёг и вывел из строя радиостанции, зенитные точки, более 10 самолётов, 140 танков, сотни автомашин и уничтожил большое число живой силы врага.

НАГРАДНОЙ ЛИСТ

Краткое, конкретное изложение личного боевого подвига или заслуг. Наиболее яркие примеры боевой работы товарища Мкртумова.
1. 9 октября 1942 года ведущим звена произвел выливание фосфора и штурмовку пункта противника, где было скопление до 40 танков и более 100 автомашин. Объект прикрывался тремя зенитными батареями и тремя Me-109. Прикрытие противника было преодолено. Умелым манёвром все атаки истребителей были отражены, один Me-109 был подбит товарищем Мкртумовым. Цель была полностью накрыта. В результате бомбардировки уничтожено и сожжено 20 автомобилей и другой техники.
2. 14 октября 1942 года ведущим шестерки произвел бомбардировочно-штурмовой вылет на место сосредоточения и заправки мотопехоты противника. В результате налета уничтожен большой склад горючего, до 17 автомашин, до 7 бензозаправщиков и до 70 солдат и офицеров противника.
3. 7 ноября 1942 года ведущий шестерки производил штурмовку населенного пункта Кадгорон. Задача выполнена отлично, западная и восточная окраины пункта были подожжены, уничтожены 8 автомашин и до 70 солдат и офицеров. За успешное выполнение боевых задач командования не разгрому немецко-фашистских захватчиков, за проявленные при этом уменье, мужество, смелость и отвагу, за большой нанесенный урон врагу в живой силе и технике — представляется к правительственной награде ордену «Красного Знамени».
Командир 805 ШАП майор КОЗИН
Достоин присвоения звания Героя Советского Союза.
Командующий войск ЗКФ Член Военного Совета

генерал-лейтенант МАСЛЕННИКОВ

Корпусной комиссар ФОМЕНКО
Указом Президиума Верховного Совета СССР «О присвоении звания Героя Советского Союза начальствующего и рядового состава Красной Армии» от 13 декабря 1942 года за «образцовое выполнение боевых заданий командования на фронте борьбы с немецкими захватчиками и проявленные при этом отвагу и геройство» удостоен звания Героя Советского Союза с вручением ордена Ленина и медали «Золотая Звезда» (№ 971).
После был направлен в Москву на учёбу, назначен заместителем командира штурмового полка и вернулся на фронт. Участвовал в боях по освобождению Киева, Новороссийска, Черкасс, Харькова и Краснодара, погиб смертью героя в одном из воздушных боёв во время освобождения города Гомеля.

## Награды
- Медаль «Золотая Звезда» Героя Советского Союза (13.12.1942, № 971).
- Орден Ленина (13.12.1942).